# Löwenberger Land
Löwenberger Land é um município da Alemanha, situado no distrito de Oberhavel, no estado de Brandemburgo. Tem 244,83 km² de área, e sua população em 2019 foi estimada em 8.411 habitantes.